# Église Saint-Denis du Nouvion-en-Thiérache
L'église Saint-Denis du Nouvion-en-Thiérache est une église située à Le Nouvion-en-Thiérache, en France.

## Localisation
L'église est située sur la commune de Le Nouvion-en-Thiérache, dans le département de l'Aisne.